# CBU-94/B
CBU-94/Bはアメリカで開発されたクラスター爆弾で、停電爆弾の一種である。

## 概要
CBU-94/BはSUU-66/B戦術小弾ディスペンサー (Tactical Munitions Dispenser) と、これに収容される子爆弾BLU-114/B約200発から成る。
BLU-114/B内部にはカーボン・グラファイト製の糸が多数収納されている。この糸を空中から散布して発電・送電施設でショートを発生させ、電力供給能力を停止させるのが目的である。

## 運用
航空機から投下後、一定時間が経過するか一定の対地高度に達した時点でCBU-94/Bの外皮が分離し、BLU-114/Bを散布する。
BLU-114/Bが制動傘で減速しながら事前に設定された対地高度まで落下すると、起爆装置で円筒容器が破壊され糸を空中で散布する。
通常、高度60 mから1,200 mで投下されるが、6,000 m以上から投下する際には風偏差修正小弾ディスペンサー (Wind Corrected Munitions Dispenser) キットが必要となる。

## 要目
CBU-94/B
- 全長：2.3 m
- 直径：406 mm
- 尾翼幅：1.1 m
- 重量：

BLU-114/B
- 全長：200 mm
- 直径：60 mm